# Black Parade
«Black Parade» (estilizado en mayúsculas) es una canción de la cantante estadounidense Beyoncé. Fue lanzada como sencillo el 19 de junio de 2020 a través de Parkwood Entertainment, en honor a la festividad de Juneteenth contra el racismo y conmemorar el fin de la esclavitud en los Estados Unidos. Fue incluida en la versión de lujo del álbum The Lion King: The Gift.

## Antecedentes
Antes de las protestas del movimiento Black Lives Matter de 2020, la cantante había utilizado repetidamente su plataforma para alzar la voz contra la desigualdad racial. Pocos días después del asesinato de George Floyd, Beyoncé recurrió a las redes sociales para exigir justicia por su muerte, instando a fanáticos y seguidores firmar la petición «Justice for George Floyd». El 14 de junio de 2020, emitió una carta abierta al fiscal general de Kentucky Daniel Cameron, señalando la falta de arrestos en el caso de Breonna Taylor, una mujer negra que fue asesinada a tiros por la policía en su propia casa cuatro meses antes. Beyoncé instó a Cameron «tomar medidas rápidas y decisivas para acusar a los oficiales». El 16 de junio, la cantante activó el sitio web «Black Parade Route», enfocándose en negocios de propiedad de negros, así como en artistas y creadores negros. Las ganancias de la canción benefician a la BeyGOOD Black Business Impact Fund, una fundación administrada por la National Urban League.

## Composición
Nina Corcoran de Consequence of Sound describió «Black Parade» como una «mezcla de celebración de géneros pop, trap, hip-hop y electrónica que convergen en el Detroit techno» con «cuernos en cascada y una melodía de flauta». Jon Pareles de The New York Times describió la música como influencia de «trap electrónico, canciones africanas, brass bands [y] coros de gospel». Mikael Wood de Los Angeles Times escribió que la canción «pone en capas el canto gutural de Beyoncé y el rap casualmente audaz sobre un surco bajo y equipado con metales».
La canción aborda temas como la historia y la cultura afroestadounidense, la brutalidad policial en Estados Unidos, y las protestas de Black Lives Matter de 2020. También hace referencia a las raíces texanas de la cantante, la pandemia de COVID-19, a los Orishas, Oshun y Yemayá de África Occidental, y a la activista de Black Lives Matter, Tamika Mallory. Durante el segundo verso, Beyoncé le pide al oyente que «muestre amor negro» y exige «paz y reparación para su pueblo», de igual manera menciona algunas de sus influencias, como Malcolm X, Martin Luther King Jr. y su madre Tina Knowles. Jazz Tangcay de Variety notó que ella señaló el «orgullo de la comunidad a medida que el mundo se despierta a la difícil situación de los afroamericanos». Beyoncé misma concluyó: «[la canción] te celebra, tu voz y tu alegría, y beneficiará a las pequeñas empresas propiedad de negros».

## Recepción

### Crítica
«Black Parade» recibió gran aceptación por parte de la crítica tras su lanzamiento. Idolator describió la canción como «una de las mejores canciones del año», con Mike Wass escribiendo: «No hace falta decir que [...] es excelente y exige toda su atención». Raisa Bruner de la revista Time la llamó «un tour de force de referencias: a la historia negra, a las tradiciones africanas, a su propia familia y pasado» y describió a Beyoncé como «la reina de una generación que brinda orientación y reúne a sus oyentes con solidaridad negra». Patrick Johnson de Hypebeast elogió las «voces increíbles y estimulantes» de la cantante en la pista. Jon Pareles de The New York Times opinó que la canción hace «conexiones ambiciosas y de largo alcance», y escribió que «Beyoncé hace alarde de nuevas ideas melódicas en cada verso. Las voces se juntan a su alrededor, mientras su puntal solista se convierte en un desfile o una marcha más decidida».
Kiana Fitzgerald de NPR dijo que el tema es «un llamado a la acción y un ungüento para una nación herida». Cori Murray, escribiendo para Essence, la llamó «una oda a todo lo negro, negro, negro mientras lleva a los oyentes en un viaje de celebración del pasado al presente», así como «un himno del Juneteenth y un llamado a la acción para negocios negros». Mikael Wood, de Los Angeles Times, describió la canción como «un saludo a la negrura radical pero fino en sus muchas formas». Wood describe además cómo no hay consenso sobre cómo debería ser la canción del verano, sin embargo, él continuó: «Idealmente, una canción podría exultarse, podría objetar, podría llorar, podría tranquilizar. Y de hecho, tal canción apareció la semana pasada de parte de Beyoncé, cuyo exuberante "Black Parade"... celebra la negrura en sus muchas glorias, incluso cuando reconoce las amenazas persistentes de racismo y violencia policial».

### Comercial
En Estados Unidos «Black Parade» ingresó en el puesto 37 de la lista Billboard Hot 100 al igual que alcanzó la cima de la lista Digital Songs, vendiendo más de 18 000 copias. Se convirtió en su novena canción en liderar la lista de ventas y la primera en solitario desde «Single Ladies (Put a Ring on It)», que permaneció durante tres semanas desde 2008 a 2009. A partir de entonces, Beyoncé obtuvo su entrada número cuarenta a los primeros cuarenta puestos de la lista Billboard Hot 100, convirtiéndose en la vigesimosegunda artista en los archivos de la lista en alcanzar ese hito. El puesto más alto internacionalmente lo alcanzó en Nueva Zelanda, llegando al número 3 de la lista Hot Singles.

## Créditos y personal
Créditos adaptados de Tidal.
Grabación y producción.
- Beyoncé - artista principal, escritura, composición, producción
- Derek James Dixie - escritura, composición, producción
- Akil «Fresh» King - escritura, composición
- Brittany «@chi_coney» Coney - escritura, composición
- Denisia «@blu_june» Andrews - escritura, composición
- Kim «Kaydence» Krysiuk - escritura, composición
- Rickie «Caso» Tice - escritura, composición
- Shawn Carter - escritura, composición
- Stuart White - máster de ingeniería, ingeniería de mezcla, ingeniería de grabación

Músicos adicionales
- Hailey Niswanger - flauta
- Arnetta Johnson - cuerno
- Cameron Johnson - cuerno
- Chris Johnson - cuerno
- Christopher Gray - cuerno
- Crystal Torres - cuerno
- Lemar Guillary - cuerno
- Pete Ortega - cuerno

## Posicionamiento en listas
| Lista (2020)                                | Mejor posición |
| ------------------------------------------- | -------------- |
| Australia Urban (ARIA)                      | 30             |
| Bélgica (Flandes) (Ultratip Bubbling Under) | 25             |
| Canadá (Canadian Hot 100)                   | 70             |
| Escocia (Scottish Singles Sales Chart)      | 25             |
| Estados Unidos (Billboard Hot 100)          | 37             |
| Estados Unidos (Hot R&B/Hip-Hop Songs)      | 18             |
| Estados Unidos (Rolling Stone Top 100)      | 27             |
| Irlanda (IRMA)                              | 45             |
| Nueva Zelanda Hot Singles (RMNZ)            | 3              |
| Reino Unido (UK Singles Chart)              | 49             |

## Premios y nominaciones
| Año  | Premiación              | Categoría                   | Resultado | Ref.          |
| ---- | ----------------------- | --------------------------- | --------- | ------------- |
| 2020 | Soul Train Music Awards | Canción del Año             | Nominada  | [ 34 ] [ 35 ] |
| 2020 | Soul Train Music Awards | Mejor Letra                 | Nominada  | [ 34 ] [ 35 ] |
| 2021 | Grammy Awards           | Grabación del Año           | Nominada  | [ 36 ]        |
| 2021 | Grammy Awards           | Canción del Año             | Nominada  | [ 36 ]        |
| 2021 | Grammy Awards           | Mejor Canción R&B           | Nominada  | [ 36 ]        |
| 2021 | Grammy Awards           | Mejor Interpretación de R&B | Ganadora  | [ 36 ]        |

## Historia de lanzamiento
| Región      | Fecha               | Formato                     | Discográfica           | Ref.   |
| ----------- | ------------------- | --------------------------- | ---------------------- | ------ |
| Varios      | 19 de junio de 2020 | Descarga digital, streaming | Parkwood Entertainment | [ 24 ] |
| Italia      | 20 de junio de 2020 | Contemporary hit radio      | Sony Music             | [ 37 ] |
| Reino Unido | 26 de junio de 2020 | Contemporary hit radio      | Parkwood               | [ 38 ] |
| Reino Unido | 26 de junio de 2020 | Urban contemporary          | Parkwood               | [ 39 ] |